# Армашевские
Армашевские (укр. Армашевські) — дворянский род.
Потомство Ивана Васильевича Армашенка, писаря Киево-Печерской Лавры (1680).

## Описание герба
Щит пересечен, в первом, красном поле медная пушка во втором зелёном колчан со стрелами и лук.